# Niki
Niki (formelt Niki Luftfahrt GmbH) var et østrigsk luftfartselskab. Niki blev dannet af Aero Lloyd Austria GmbH, der som følge af insolvens i det tyske moderselskab Aero Lloyd blev overtaget af Niki Lauda i november 2003. I januar 2004 overtog Air Berlin en andel på 24 % af selskabet. Selskabet led store tab af Air Berlins konkurs og blev taget ud af drift den 14. december 2017.
Under navnet Niki City Shuttle tilbød selskabet bl.a. billigflyvninger til (2007) Paris, Rom, Palma de Mallorca, Frankfurt am Main, München, Zürich, Moskva, Funchal og Las Palmas. Herudover havde selskabet flyvninger til en lang række andre europæiske destinationer, både som ruteflyvning og som charter.
Pr. juni 2009 bestod flyflåden af:
- 2 Airbus A319-100
- 6 Airbus A320-200 (11 i ordre)
- 2 Airbus A321-200 (1 i ordre)
- Embraer E-Jets (8 i ordre)